# Порядок успадкування британського престолу

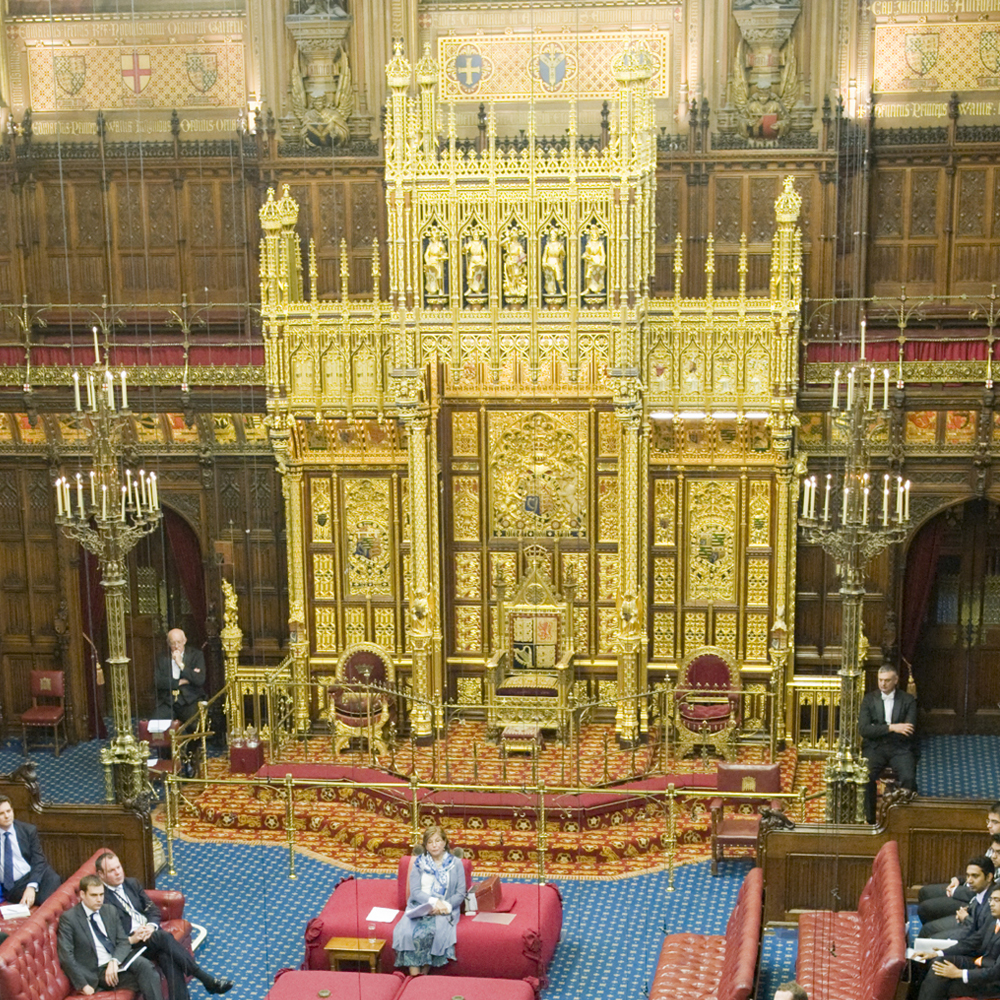
Королівський трон у Палаті лордів, з котрого монарх виголошує тронну промову на церемонії відкриття парламенту

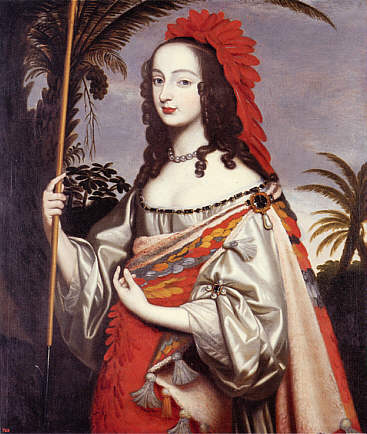
Згідно з Актом про спадкування престолу, всі британські монархи повинні бути нащадками Софії Ганноверської, онуки Якова I.

Порядок успадкування британського престолу визначає черговість успадкування престолу Сполученого королівства та інших 15 держав Британської Співдружності.

## Критерії спадкування престолу
Успадкування британського престолу визначено в Акті про Союз 1800 року, який закріплює правила, записані в Акті про влаштування 1701 року і Білль про права 1689 року. За цими нормами черговість спадкування визначається первородством з перевагою чоловічої статі над жіночою і релігією. Також, згідно з Актом про влаштування 1701 року престол можуть успадковувати тільки нащадки герцогині Софії Ганноверської, матері короля Великої Британії Георга I. 
28 жовтня 2011 року порядок спадкування престолу був змінений на саміті країн Співдружності (докладніше див. розділ «Перевага старшинства і чоловічої статі»).

### Закононародженість
Права на британський престол мають особи народжені лише в законному шлюбі. Позашлюбні діти виключаються з порядку успадкування, шлюб батьків після народження дитини нічого в цьому відношенні не змінює. Закон про королівські шлюби 1772 року вимагає згоди монарха на шлюб нащадків Георга II, окрім випадків, коли ці нащадки належать до іншої династії. У разі укладення такого шлюбу без дозволу монарха діти від цього шлюбу вважаються незаконнонародженими (іноді його трактують як морганатичний шлюб, що не правильно з юридичної точки зору). Із середини XIX століття випадків відмови (або шлюбу без сповіщення монарха) не було.

### Перевага старшинства й чоловічої статі
Престол успадковує старший законний син попереднього претендента. У разі відсутності такої можливості на престол садять старшу дочку. Лінія спадкування включає родичів особи по спадній лінії, за якими слідують її брати та сестри. Сини завжди враховуються перед дочками, але це не виключає їх із порядку спадкування, на відміну від спадкування французького типу (салічний закон). На відміну від прийнятого раніше в Австрійській або Російській імперії «напівсалічного» успадкування, жінка може вступати на престол і в тому випадку, коли існують інші прямі чоловічі лінії династії (дочка старшого брата має перевагу над сином молодшого брата).
У квітні 2011 року британський уряд висловив можливість зміни закону спадкування, аби він відповідав простому первородству, тобто без переваги чоловічої статі, а також дозволяв шлюби спадкоємців престолу з католиками. Це дозволило зробити закон відповідним до сучасних суспільних норм гендерної рівності та свободи віросповідання. Питання щодо реформи престолонаслідування було винесено на обговорення у Великій Британії.
На саміті країн Співдружності, що проходив в Австралії, 28 жовтня 2011 року глави держав і урядів країн-учасниць організації схвалили зміни в правилах успадкування британського трону. Згідно з новим порядком престолонаслідування, чоловік-спадкоємець втрачає свій пріоритет над жінкою, а порядок спадкування визначається простим старшинством  . Однак нові правила не впливають на порядок престолонаслідування серед вже народжених.
У грудні 2012 року зміни в правилах про престолонаслідування були законодавчо закріплені парламентами. Заступник прем'єр-міністра Великої Британії Нік Клегг заявив, що уряд представить цей законопроєкт Палаті громад у якнайближчому майбутньому .
У 2013 році Британський парламент вніс запропоновані зміни в порядок право наслідування Корони. Зміни набрали чинності 26 березня 2015 року, але стосувались лише народжених після 28 жовтня 2011 року. 

### Релігія
До моменту вступу на престол спадкоємець повинен бути протестантом і перебувати в євхаристійному спілкуванні з англіканською церквою. Особа, яка знаходиться в порядку спадкування британського престолу, у разі прийняття католицизму або вступу в шлюб з особою католицького віросповідання виключається з порядку спадкування (причому це правило не застосовується до інших релігій). На уже згадуваному саміті країн Співдружності в Австралії 28 жовтня 2011 року також був анульований принцип, згідно з яким майбутній британський монарх не міг одружитися з католиком.
Також тепер згода монарха на одруження потрібна лише першим шести спадкоємцям престолу.

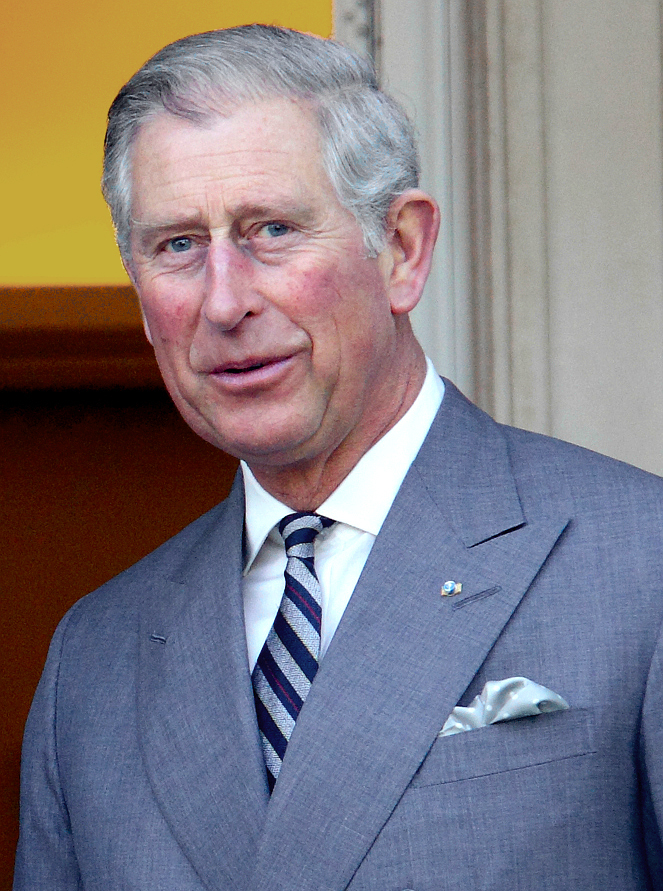
Правлячий король Чарльз ІІІ

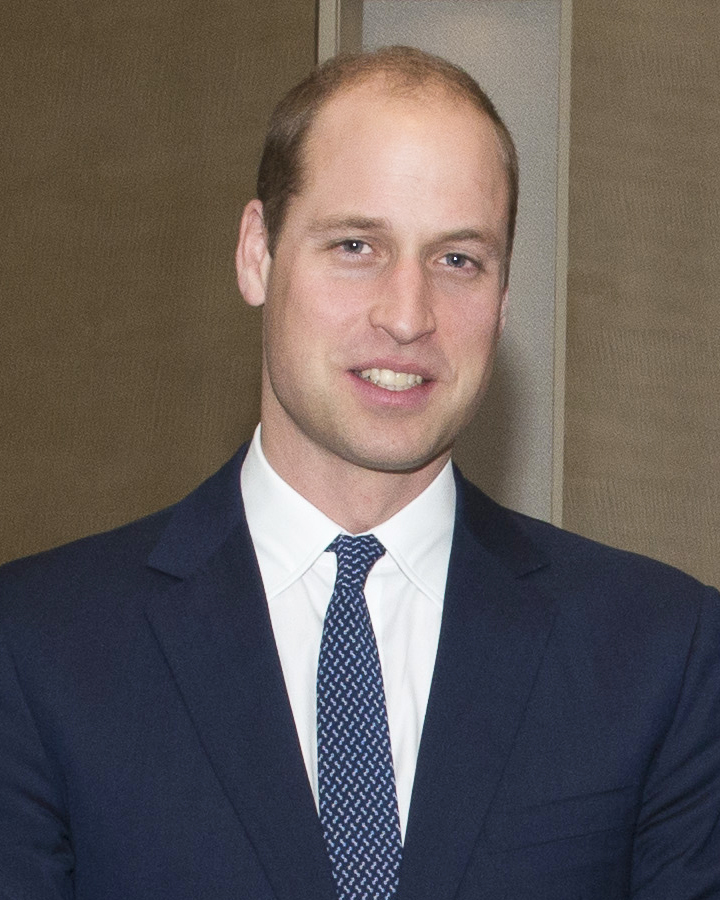
Вільям, принц Уельський

## Поточний порядок престолонаслідування
Незалежно від встановлення майбутнього монарха черговість спадкування використовується для визначення державних радників, а також регента, якщо це необхідно.
Генеалогія Чарльза ІІІ:
- Софія Ганноверська
  -  Георг I
    -  Георг II
      -  принц Уельський Фредерік
        -  Георг III
          -  Едуард Август, герцог Кентський
            -  Вікторія І
              -  Едуард VII
                -  Георг V
                  -  Георг VI
                    -  Єлизавета II
                      -  Чарльз ІІІ (нар. 1948)

Черга спадкоємців престолу (задля стислості подано лише прямих нащадків Георга VI)
- Георг VI
  - Єлизавета II
    -  Чарльз ІІІ 
      - (1) Вільям, принц Уельський
        - (2) Джордж,принц Уельський 
        - (3) Шарлотта Уельська 
        -  (4) Луї, принц Уельський

      - (5) Гаррі, герцог Сассекський
        -  (6) Арчі Маунтбеттен-Віндзор
        - (7) Лілібет Маунбеттен-Віндзор

    - (8) Ендрю, герцог Йоркський
      - (9) Беатріс Йоркська
        - (10) Сієнна Мапеллі-Моцці
        - (11) Афіна Мапеллі-Моцці

      -  (12) Євгенія Йоркська
        - (13) Огаст Бруксбенк
        - (14) Ернест Бруксбенк

    - (15) Едвард, Герцог Единбургзький
      - (16) Джеймс, Граф Уесекський
      -  (17) Луїза Маунтбеттен-Віндзор

    -  (18) Анна,  Королівська Принцесса Великої Британії
      - (19) Пітер Філліпс
        - (20) Саванна Філіпс
        -  (21) Айла Філіпс

      -  (22) Зара Тіндолл
        - (23) Міа Тіндолл
        -  (24) Лена Тіндолл
        - (25) Лукас Тіндолл

  -  Маргарет, графиня Сноудон (1930 — 2002)
    - (26) Девід, граф Сноудон
      - (27) Чарльз
      -  (28) Маргарита

    -  (29) Сара Чатто
      - (30) Семюел
      -  (31) Артур